# Armando Riviera
Armando Riviera (Novara, 8 settembre 1937) è un politico italiano.

## Biografia
Diplomato perito agrario presso l'istituto tecnico agrario provinciale di Novara, socialista, già segretario provinciale del Psi ed assessore comunale, è stato sindaco di Novara per dieci anni dal 1981 al 1991 e senatore della Repubblica nella XI Legislatura.